# Ayódar
Ayódar, en castillan et officiellement (Aiòder en valencien), est une commune d'Espagne de la province de Castellón dans la Communauté valencienne. Elle est située dans la comarque de l'Alto Mijares et dans la zone à prédominance linguistique valencienne.

## Géographie

Localisation d'Ayódar
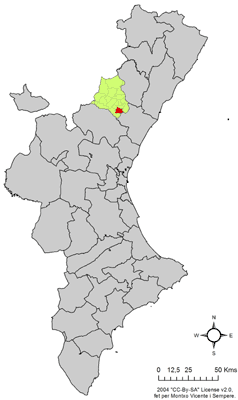
dans la Communauté valencienne.
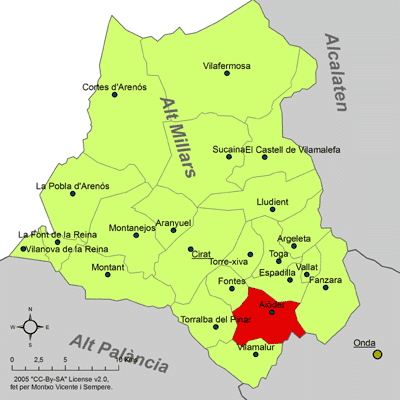
dans la comarque de l'Alto Mijares.

La commune se trouve enclavée entre le parc naturel de la Sierra d'Espadan et ses contreforts. La rivière Mijares et la rivière Chico arrosent la ville. Au nord, on trouve le mont Peña Saganta. 
Les communes limitrophes sont Fuentes de Ayódar, Torralba del Pinar, Villamalur, Sueras, Fanzara y Espadilla.

## Histoire
La commune a été fondée par des musulmans sous Zayd Abu Zayd, et s'est convertie au christianisme au douzième siècle.  